# هدپر
هدپر (به آلمانی: Hedeper) یک شهر در آلمان است که در Wolfenbüttel واقع شده‌است. هدپر ۵۷۹ نفر جمعیت دارد.